# Азатек
Азатек (вірм. Ազատեկ) — село у марзі Вайоц-Дзор, на півдні Вірменії. Село розташоване за 11 км на південь від міста Вайк, неподалік від села Пор.
У селі було введено в експлуатацію водогін Кечут — Азатек довжиною за 65 км. Будівництво водогону Кечут — Азатек, вартість якого 2 млн доларів, здійснено на кошти, надані Агентством з розвитку сільського господарства.
У кінці липня 2007 року був зареєстрований сильний град у селі Азатек та сусідньому селі Пор, внаслідок чого пошкоджено сади і посіви в селах, а утворений селевий потік зруйнував міст біля села Азатек.